# Nekrolog 1. Quartal 1978
Nekrolog
◄◄
| ◄
| 1974
| 1975
| 1976
| 1977
| 1978 | 1979 | 1980 | 1981 | 1982 | ► | ►►
1. Quartal |
2. Quartal |
3. Quartal |
4. Quartal 1978
Weitere Ereignisse | Allgemeiner Nekrolog 1978
Die Beschreibung der verstorbenen Person sollte so kurz wie möglich gehalten sein und nur deren signifikante Tätigkeit(en) enthalten.
Neue Namen ggf. auch unter dem Geburts- und Sterbedatum, also etwa unter 1. Januar und im Geburts- und Sterbejahr (2024) eintragen (nur bei entsprechender großer Wichtigkeit). Für Beispiele siehe die schon vorhandenen Artikel.
Außerdem über die fünf zuletzt Verstorbenen, zu denen es einen ausreichend guten Artikel für eine Präsentation auf der Hauptseite gibt, nach der todesbedingten Überarbeitung der Artikel ggf. auch unter Wikipedia Diskussion:Hauptseite informieren und sie am besten auch in den anderen Wikipedia-Sprachversionen eintragen. Tipp: Regelmäßig bei news.google.de nach „ist tot“, „gestorben“ oder „verstorben“ suchen.
Wenn eine Person gestorben ist, gibt es viele Seiten zu dieser Person in der Wikipedia, die davon auch betroffen sind und entsprechend aktualisiert werden müssen. Beispiele: Namenübersichtsseite, Geburtsjahr, Geburtsort-Seiten und viele mehr.
Wie finde ich die betroffenen Seiten?
Im Suchfeld auf der linken Seite gibt man den Suchbegriff so ein: „Vorname Nachname“. Dann klickt man auf Volltext und alle Seiten mit entsprechendem Suchtext werden aufgerufen. Hier sieht man dann schnell, wo auch das Todesjahr Sinn macht oder sogar ein Teil des Artikels angepasst werden muss. Auch hilft das „Werkzeug“ auf der linken Seite sehr gut, um solche Seiten aufzufinden: „Links auf diese Seite“. Somit ist die Wikipedia wieder aktuell in allen Bereichen! Hinweis: bei Eintragung der Kategorie „Gestorben JAHR“ wird der Missbrauchsfilter 49 ausgelöst, was jedoch nicht schlimm ist. Siehe: Spezial:Missbrauchsfilter/49
Dies ist eine Liste von im ersten Quartal 1978 verstorbenen bekannten Persönlichkeiten. Die Einträge erfolgen innerhalb der einzelnen Daten alphabetisch sortiert. Tiere sind im Nekrolog für Tiere zu finden.

## Januar
| Tag        | Name                                   | Beruf, bekannt als                                                                       | Alter | Beleg |
| ---------- | -------------------------------------- | ---------------------------------------------------------------------------------------- | ----- | ----- |
| 1. Januar  | Goslar Carstens                        | deutscher Rechtsanwalt, Kommunalpolitiker, Heimatkundler und Autor                       | 83    |       |
| 1. Januar  | Elena Liessner-Blomberg                | russische Malerin, Grafikerin und Textilkünstlerin                                       | 80    |       |
| 1. Januar  | Herbert Lüers                          | deutscher Biologe und Genetiker                                                          | 67    |       |
| 1. Januar  | Lenz Moser                             | österreichischer Weinbauer                                                               | 72    |       |
| 1. Januar  | Józef Nowak                            | sorbischer Pfarrer und Dichter                                                           | 82    |       |
| 2. Januar  | Josef Borde                            | Schweizer Alpinist und Erfinder                                                          | 73    |       |
| 2. Januar  | Rollins Griffith                       | US-amerikanischer Jazzmusiker und Musikpädagoge                                          |       |       |
| 2. Januar  | Cyril E. King                          | US-amerikanischer Politiker                                                              | 56    |       |
| 2. Januar  | Hermann Schmidt                        | deutscher Geologe und Paläontologe                                                       | 85    |       |
| 2. Januar  | John Selman                            | niederländischer Schachkomponist                                                         |       |       |
| 2. Januar  | Boris Nikolajewitsch Tschernoussow     | sowjetischer Politiker, Ministerpräsident der RSFSR                                      |       |       |
| 2. Januar  | Curt Wittenbecher                      | deutscher Maler, Zeichner und Graphiker                                                  | 76    |       |
| 3. Januar  | Alfred Braun                           | deutscher Rundfunkreporter und Hörspielregisseur                                         | 89    |       |
| 3. Januar  | Jean De Clerck                         | belgischer Brauwissenschaftler                                                           | 75    |       |
| 3. Januar  | Hermann Koenen                         | deutscher Politiker (SPD)                                                                | 55    |       |
| 3. Januar  | Rubén Morán                            | uruguayischer Fußballspieler                                                             | 47    |       |
| 3. Januar  | Adolf Trowitz                          | deutscher Offizier, zuletzt Generalmajor im Zweiten Weltkrieg                            | 84    |       |
| 3. Januar  | Charles Wennergren                     | schwedischer Tennisspieler                                                               | 88    |       |
| 4. Januar  | Werner Mevissen                        | deutscher Bibliotheksdirektor                                                            | 66    |       |
| 4. Januar  | Wolfgang Schwabe                       | deutscher Verwaltungsbeamter und Politiker (SPD), MdB, MdEP                              | 67    |       |
| 4. Januar  | Georg von Walthausen                   | deutscher Politiker (NSDAP), MdR                                                         | 82    |       |
| 5. Januar  | Hans Blume                             | niederländischer Fußballspieler                                                          | 90    |       |
| 5. Januar  | Ezio Canonica                          | Schweizer Politiker (SP) und Journalist                                                  | 55    |       |
| 5. Januar  | Sally Eilers                           | US-amerikanische Schauspielerin                                                          | 69    |       |
| 5. Januar  | Hamada Shōji                           | japanischer Töpfer und Kunstkeramiker                                                    | 83    |       |
| 5. Januar  | Fritz Klocke                           | deutscher Lehrer, Volkskundler und Heimatforscher                                        | 79    |       |
| 5. Januar  | Nathalie Krebs                         | dänische Keramikkünstlerin                                                               | 82    |       |
| 5. Januar  | Adalbert Riedl                         | österreichischer Politiker (CSP), Mitglied des Bundesrates                               | 79    |       |
| 5. Januar  | Georg Sluyterman von Langeweyde        | deutscher Grafiker, Maler und Liedermacher                                               | 74    |       |
| 5. Januar  | Rudy Sternberg, Baron Plurenden        | britischer Unternehmer, Landwirt und Viehzüchter                                         | 60    |       |
| 5. Januar  | Fritz Sureth                           | deutscher Politiker, Staatssekretär in Schleswig-Holstein                                | 80    |       |
| 6. Januar  | Karl Julius Anselmino                  | deutscher Gynäkologe und Geburtshelfer                                                   | 77    |       |
| 6. Januar  | Johann Wolfgang Breitenbach            | österreichischer Chemiker, Professor für physikalische Chemie                            | 69    |       |
| 6. Januar  | Helmut Erbe                            | deutsch-südafrikanischer Germanist                                                       | 66    |       |
| 6. Januar  | Burt Munro                             | neuseeländischer Motorrad-Geschwindigkeitsweltrekordler                                  | 78    |       |
| 6. Januar  | Émile Pollak                           | französischer Strafverteidiger                                                           | 63    |       |
| 6. Januar  | Wolfgang Wegner                        | deutscher Kunsthistoriker                                                                | 64    |       |
| 6. Januar  | Heinrich Wiesmann                      | deutscher Politiker (CDU), MdL                                                           | 84    |       |
| 7. Januar  | Alfred von Beckerath                   | deutscher Komponist und Dirigent                                                         | 76    |       |
| 7. Januar  | Roland Hettner                         | deutsch-italienischer Maler und Keramiker                                                | 72    |       |
| 7. Januar  | Michael Josselson                      | US-amerikanischer Publizist und Geheimdienstmitarbeiter                                  | 69    |       |
| 7. Januar  | Franz Klose                            | deutscher Mediziner                                                                      | 90    |       |
| 7. Januar  | Gustav Morf                            | Schweizer Arzt, Psychologe, Journalist und Politiker der LdU                             | 77    |       |
| 7. Januar  | Rudibert Schneider                     | deutscher Politiker (GB), MdL                                                            | 63    |       |
| 8. Januar  | André François-Poncet                  | französischer Politiker und Diplomat                                                     | 90    |       |
| 8. Januar  | Eva Lombard                            | Schweizer Missionsärztin                                                                 | 87    |       |
| 8. Januar  | Carl Mertz                             | deutscher Architekt                                                                      | 69    |       |
| 8. Januar  | Hans Prinz                             | deutscher Elektrotechniker                                                               | 70    |       |
| 8. Januar  | Berthold Simonsohn                     | deutscher Jurist und Hochschullehrer in Frankfurt am Main                                | 65    |       |
| 8. Januar  | Wadim Wassiljewitsch Sokolowski        | russischer Ingenieurwissenschaftler für Mechanik                                         | 65    |       |
| 8. Januar  | Rick Turner                            | südafrikanischer Philosoph                                                               |       |       |
| 9. Januar  | Walter Dejaco                          | österreichischer Architekt                                                               | 68    |       |
| 9. Januar  | Paula Denk                             | deutsche Schauspielerin                                                                  | 69    |       |
| 9. Januar  | Paul Eichmann                          | deutscher Politiker und Fußballfunktionär                                                | 79    |       |
| 9. Januar  | Noble Johnson                          | US-amerikanischer Schauspieler, Autor und Produzent                                      | 96    |       |
| 9. Januar  | Robert Murphy                          | amerikanischer Diplomat                                                                  | 83    |       |
| 9. Januar  | Charles Newman                         | US-amerikanischer Liedtexter und Komponist                                               | 76    |       |
| 9. Januar  | Wilhelm Schellenberg                   | deutscher Kommunalpolitiker                                                              | 79    |       |
| 9. Januar  | Hermann Stern                          | deutscher Kirchenmusiker und Komponist                                                   | 65    |       |
| 10. Januar | Spruille Braden                        | US-amerikanischer Diplomat                                                               | 83    |       |
| 10. Januar | Pedro Chamorro                         | nicaraguanischer Journalist                                                              | 53    |       |
| 10. Januar | Siegfried Enkelmann                    | deutscher Fotograf                                                                       | 72    |       |
| 10. Januar | Don Gillis                             | US-amerikanischer Komponist, Dirigent und Lehrer                                         | 65    |       |
| 10. Januar | Ernst Fischer                          | österreichischer Kaufmann und Politiker                                                  | 86    |       |
| 10. Januar | Fred Hirsch                            | britischer Ökonom                                                                        | 46    |       |
| 10. Januar | Tiziano Longo                          | italienischer Filmproduzent und -regisseur                                               | 53    |       |
| 10. Januar | Max Radziejewski                       | deutscher Politiker (SPD), MdA                                                           | 80    |       |
| 10. Januar | Bertram Seger                          | liechtensteinischer Radrennfahrer                                                        | 48    |       |
| 10. Januar | Hartwig Steenken                       | deutscher Springreiter                                                                   | 36    |       |
| 11. Januar | Michael Bates                          | britischer Schauspieler und Offizier                                                     | 57    |       |
| 11. Januar | Anthony Conroy                         | US-amerikanischer Eishockeyspieler                                                       | 82    |       |
| 11. Januar | Wilhelm Hofmeister                     | deutscher Automobildesigner                                                              | 65    |       |
| 11. Januar | Leopold Wally                          | österreichischer Politiker (SPÖ), Landtagsabgeordneter, Mitglied des Bundesrates         | 59    |       |
| 12. Januar | Robert Harbin                          | englischer Zauberkünstler, Erfinder und Autor                                            | 69    |       |
| 12. Januar | Arnfried Heyne                         | deutscher Filmeditor                                                                     | 72    |       |
| 12. Januar | Lee Metcalf                            | US-amerikanischer Politiker                                                              | 66    |       |
| 12. Januar | Gagathura Mohambry Naicker             | südafrikanischer Politiker und Arzt                                                      | 67    |       |
| 12. Januar | Jaroslav Pekelský                      | tschechoslowakischer Violinist, Komponist und Musikpädagoge                              | 79    |       |
| 12. Januar | Elmar Profft                           | deutscher Chemiker und Hochschullehrer                                                   | 72    |       |
| 12. Januar | Oleg Roslavlev                         | Historiker                                                                               | 56    |       |
| 12. Januar | Wolfgang Tümpel                        | deutscher Bauhaus-Künstler, Designer, Gold- und Silberschmied                            | 74    |       |
| 13. Januar | Maurice Carême                         | belgischer Schriftsteller                                                                | 78    |       |
| 13. Januar | Germain Derycke                        | belgischer Radrennfahrer                                                                 | 48    |       |
| 13. Januar | Tibor Gergely                          | ungarisch-amerikanischer Buchillustrator                                                 | 77    |       |
| 13. Januar | Tresl Gruber                           | italienisch-ladinische Künstlerin, Lehrerin und Sprachwissenschaftlerin                  | 80    |       |
| 13. Januar | Hubert H. Humphrey                     | US-amerikanischer Politiker, US-Vizepräsident                                            | 66    |       |
| 13. Januar | Joe McCarthy                           | US-amerikanischer Baseballspieler und -trainer                                           | 90    |       |
| 13. Januar | Abdurrahman Melek                      | türkischer Politiker und Premierminister des Staates Hatay                               |       |       |
| 13. Januar | Severino Menardi                       | italienischer Wintersportler                                                             | 67    |       |
| 13. Januar | Caroline Muhr                          | deutsche Schriftstellerin und Liedermacherin                                             | 52    |       |
| 13. Januar | Josef Niemeyer                         | deutscher Jurist und Richter am Bundesgerichtshof                                        | 74    |       |
| 14. Januar | Harold Abrahams                        | britischer Leichtathlet                                                                  | 78    |       |
| 14. Januar | Ernst Ackermann                        | Schweizer Statistiker                                                                    | 91    |       |
| 14. Januar | François Billoux                       | französischer Politiker, Mitglied der Nationalversammlung                                | 74    |       |
| 14. Januar | John Charamis                          | griechischer Augenarzt, Hochschullehrer                                                  | 73    |       |
| 14. Januar | Clarence Dill                          | US-amerikanischer Politiker                                                              | 93    |       |
| 14. Januar | Kurt Gödel                             | österreichisch-amerikanischer Mathematiker und Logiker                                   | 71    |       |
| 14. Januar | Robert Heger                           | deutscher Dirigent, Komponist und Hochschullehrer                                        | 91    |       |
| 14. Januar | Otto Möller                            | deutscher Agrarwissenschaftler und Politiker (NDPD), MdV                                 | 85    |       |
| 14. Januar | Alexander Ott                          | deutscher Schriftsteller                                                                 | 69    |       |
| 14. Januar | Blossom Rock                           | US-amerikanische Schauspielerin                                                          | 82    |       |
| 14. Januar | Louis Sellmer                          | deutscher Politiker (SPD), MdHB                                                          | 88    |       |
| 15. Januar | Thérèse Bonney                         | US-amerikanische Fotoreporterin                                                          |       |       |
| 15. Januar | Richard Giese                          | deutscher Jurist in der Finanzverwaltung                                                 | 101   |       |
| 15. Januar | Mathilde Kliefert-Gießen               | deutsche Malerin                                                                         | 90    |       |
| 15. Januar | Xenofont Alexandrowitsch Kotscheschkow | russischer Chemiker                                                                      | 83    |       |
| 15. Januar | Meta Muscat                            | deutsche Malerin                                                                         | 74    |       |
| 15. Januar | Teofil Ociepka                         | polnischer Maler, Theosoph, Anführer der okkultistischen Gemeinde von Janów              | 86    |       |
| 15. Januar | H. Russell Robinson                    | britischer Waffenkundler                                                                 | 57    |       |
| 15. Januar | Jean Stampe                            | belgischer Flugzeugkonstrukteur                                                          | 88    |       |
| 16. Januar | Paul Bode                              | deutscher Architekt                                                                      | 74    |       |
| 16. Januar | Ilse Decho                             | deutsche Glas- und Porzellangestalterin                                                  | 62    |       |
| 16. Januar | Ludwig Diem                            | deutscher Arzt und Ärztefunktionär                                                       | 95    |       |
| 16. Januar | Georg Friedel                          | österreichischer Entomologe                                                              | 68    |       |
| 17. Januar | Georges Bridel                         | Schweizer Politiker (Liberale Partei), Offizier und Sportfunktionär                      | 88    |       |
| 17. Januar | Atanas Daltschew                       | bulgarischer Dichter, Kritiker und Übersetzer                                            | 73    |       |
| 17. Januar | Frank-Volker Eichhorn                  | deutscher Komponist                                                                      | 30    |       |
| 17. Januar | Nino Giannini                          | italienischer Film- und Synchronregisseur                                                | 83    |       |
| 17. Januar | Marie Munk                             | erste Richterin Deutschlands                                                             | 92    |       |
| 17. Januar | Sotero Sanz Villalba                   | spanischer Geistlicher, römisch-katholischer Erzbischof und Diplomat des Heiligen Stuhls | 58    |       |
| 17. Januar | Samuel Storey, Baron Buckton           | britischer Politiker (Conservative Party), Mitglied des House of Commons                 | 81    |       |
| 17. Januar | Ania Teillard                          | deutsche Schriftstellerin und Graphologin                                                | 88    |       |
| 17. Januar | Osman Turan                            | türkischer Historiker und Politiker                                                      |       |       |
| 17. Januar | Hans Wehrli                            | deutscher Geologe                                                                        | 75    |       |
| 18. Januar | Carl Betz                              | US-amerikanischer Schauspieler                                                           | 56    |       |
| 18. Januar | Hermann Kleinau                        | deutscher Jurist, Historiker und Archivar                                                | 75    |       |
| 18. Januar | John Lyng                              | norwegischer Politiker (Høyre), Mitglied des Storting                                    | 72    |       |
| 18. Januar | Braham Lyons, Baron Lyons of Brighton  | britischer Journalist und PR-Berater                                                     | 59    |       |
| 18. Januar | Fritz Piersig                          | deutscher Musikwissenschaftler und Kulturfunktionär im Nationalsozialismus               | 77    |       |
| 18. Januar | Hubert Plaut                           | deutsch-britischer Mathematiker                                                          | 88    |       |
| 18. Januar | Schasmjen                              | armenische Schauspielerin                                                                | 83    |       |
| 19. Januar | Martin Berger                          | deutscher Kapitän und Nautiklehrer                                                       | 79    |       |
| 19. Januar | Gustav Degner                          | deutscher Politiker der KPD und der SED, Bezirksbürgermeister von Berlin Prenzlauer-Berg | 85    |       |
| 19. Januar | Yoshiaki Demachi                       | japanischer Eisschnellläufer                                                             | 34    |       |
| 19. Januar | Marius Jaccard                         | Schweizer Eishockeyspieler                                                               | 79    |       |
| 19. Januar | Heinrich Lenzen                        | deutscher Bauforscher und Vorderasiatischer Archäologe                                   | 77    |       |
| 19. Januar | Josef Porten                           | deutscher Politiker (CDU), MdB                                                           | 69    |       |
| 20. Januar | Marianne Fieglhuber-Gutscher           | österreichische Malerin                                                                  | 91    |       |
| 20. Januar | Vincent Willem van Gogh                | niederländischer Ingenieur und Mäzen                                                     | 87    |       |
| 20. Januar | Gilbert Highet                         | US-amerikanischer Altphilologe                                                           | 71    |       |
| 20. Januar | Viljami Kalliokoski                    | finnischer Politiker, Mitglied des Reichstags                                            | 83    |       |
| 21. Januar | C. Jasper Bell                         | US-amerikanischer Politiker                                                              | 93    |       |
| 21. Januar | Dit Clapper                            | kanadischer Eishockeyspieler                                                             | 70    |       |
| 21. Januar | Ray Famechon                           | französischer Boxer                                                                      | 53    |       |
| 21. Januar | William Girdler                        | US-amerikanischer Filmregisseur, Drehbuchautor und Filmproduzent                         | 30    |       |
| 21. Januar | Richard Glocker                        | deutscher Physiker                                                                       | 87    |       |
| 21. Januar | Heinrich Haselmayer                    | deutscher Mediziner, NS-Funktionär und Politiker (FDP)                                   | 71    |       |
| 21. Januar | Jürgen Müller                          | deutscher Fußballspieler                                                                 | 27    |       |
| 21. Januar | Olav Sundal                            | norwegischer Turner                                                                      | 78    |       |
| 21. Januar | Robert Waitz                           | französischer Medizinprofessor, Widerstandskämpfer und Häftlingsarzt                     | 77    |       |
| 21. Januar | Jean Weiss                             | deutscher Radrennfahrer                                                                  | 87    |       |
| 22. Januar | Léon-Gontran Damas                     | französischer Schriftsteller                                                             | 65    |       |
| 22. Januar | Hans Karl Döring                       | deutscher Bildhauer und Konstrukteur                                                     | 69    |       |
| 22. Januar | Friedrich Wilhelm Goethert             | deutscher Klassischer Archäologe                                                         | 70    |       |
| 22. Januar | Leonhard Hüttenhofer                   | deutscher Politiker (CSU)                                                                | 53    |       |
| 22. Januar | Siegmund Kunisch                       | deutscher Politiker (DNVP, NSDAP), MdR                                                   | 77    |       |
| 22. Januar | Oliver Leese                           | britischer Generalleutnant während des Zweiten Weltkriegs                                | 83    |       |
| 22. Januar | Florence Sancroft                      | britische Schwimmerin                                                                    | 75    |       |
| 23. Januar | Václav Antoš                           | tschechoslowakischer Schwimmer                                                           | 73    |       |
| 23. Januar | Pierre Béguin                          | Schweizer Journalist                                                                     | 74    |       |
| 23. Januar | Cormac Breslin                         | irischer Politiker                                                                       | 75    |       |
| 23. Januar | Herbert Dirmoser                       | österreichischer Schauspieler                                                            | 81    |       |
| 23. Januar | Marcel Durry                           | französischer Klassischer Philologe                                                      | 82    |       |
| 23. Januar | Terry Kath                             | US-amerikanischer Rockmusiker (Gitarrist)                                                | 31    |       |
| 23. Januar | Rudolf Kobs                            | deutscher Leichtathlet und Geräteturner                                                  | 84    |       |
| 23. Januar | Carmen Mondragón                       | mexikanisches Modell, Muse, Malerin und Dichterin                                        | 84    |       |
| 23. Januar | Jack Oakie                             | US-amerikanischer Schauspieler                                                           | 74    |       |
| 23. Januar | Renato Scorticati                      | italienischer Radrennfahrer                                                              | 69    |       |
| 24. Januar | Wilhelm Aduatz                         | österreichischer Architekt                                                               | 61    |       |
| 24. Januar | William Barclay                        | schottischer Geistlicher und Theologe                                                    | 70    |       |
| 24. Januar | Frederick Augustus Grant Cowper        | US-amerikanischer Romanist und Mediävist                                                 | 94    |       |
| 24. Januar | Lola Cueto                             | mexikanische Malerin, Grafikerin, Puppenherstellerin und -spielerin                      | 80    |       |
| 24. Januar | Josef Dahme                            | deutscher Offizier, zuletzt Generalmajor im Zweiten Weltkrieg                            | 83    |       |
| 24. Januar | Josef Eitzenberger                     | österreichischer Fernlenk- und Radarspezialist                                           | 72    |       |
| 24. Januar | Alexander Knorr                        | deutscher Unternehmer                                                                    | 88    |       |
| 24. Januar | Herta Oberheuser                       | deutsche Ärztin im KZ Ravensbrück                                                        | 66    |       |
| 24. Januar | Friedrich Porges                       | österreichischer Journalist, Publizist, Herausgeber und Drehbuchautor                    | 87    |       |
| 24. Januar | Kurt Schellenberg                      | deutscher Mathematiker und Bibliothekar                                                  | 87    |       |
| 24. Januar | Georges Speicher                       | französischer Radrennfahrer                                                              | 70    |       |
| 25. Januar | Skender Kulenović                      | jugoslawischer Dichter                                                                   | 67    |       |
| 25. Januar | Else Reval                             | deutsche Schauspielerin                                                                  | 84    |       |
| 25. Januar | Julius Ukrainczyk                      | polnischer Spielervermittler                                                             |       |       |
| 26. Januar | Jan Bouws                              | südafrikanischer Musikwissenschaftler                                                    | 75    |       |
| 26. Januar | Leo Genn                               | englischer Schauspieler und Barrister                                                    | 72    |       |
| 26. Januar | Christof Kievenheim                    | deutscher Sachbuchautor                                                                  |       |       |
| 26. Januar | Francesco Mimbelli                     | italienischer Marineoffizier                                                             | 74    |       |
| 26. Januar | Armand James Quick                     | US-amerikanischer Chemiker und Arzt                                                      | 83    |       |
| 26. Januar | Zygmunt Zabierzowski                   | polnischer Sprinter und Leichtathletiktrainer in Polen und Kuba                          | 61    |       |
| 27. Januar | Rafael de Balbín Lucas                 | spanischer Romanist und Hispanist                                                        | 67    |       |
| 27. Januar | Leonie Brandt                          | deutsch-niederländische Schauspielerin und Doppelagentin                                 | 75    |       |
| 27. Januar | Myrtle Broome                          | britische Ägyptologin und Künstlerin                                                     | 89    |       |
| 27. Januar | Norman Brunsdale                       | US-amerikanischer Politiker                                                              | 86    |       |
| 27. Januar | Marguerite Canal                       | französische Komponistin                                                                 | 87    |       |
| 27. Januar | Sid Castle                             | englischer Fußballspieler und -trainer                                                   | 85    |       |
| 27. Januar | Alf Konningen                          | norwegischer Skirennläufer                                                               | 76    |       |
| 27. Januar | Will Grayburn Moore                    | britischer Romanist und Literaturwissenschaftler                                         | 72    |       |
| 28. Januar | Mario De Negri                         | italienischer Sprinter und Hürdenläufer                                                  | 76    |       |
| 28. Januar | Henri Glineur                          | belgischer KZ-Häftling und kommunistischer Politiker                                     | 78    |       |
| 28. Januar | Arnold Hauser                          | ungarisch-deutscher Kunsthistoriker und Kunstsoziologe                                   | 85    |       |
| 28. Januar | Oskar Homolka                          | österreichisch-amerikanischer Schauspieler                                               | 79    |       |
| 28. Januar | Greta Johansson                        | schwedische Wasserspringerin                                                             | 83    |       |
| 28. Januar | Jerzy Kuryłowicz                       | polnischer Sprachwissenschaftler und Indogermanist                                       | 82    |       |
| 28. Januar | Ward Moore                             | US-amerikanischer Schriftsteller                                                         | 74    |       |
| 28. Januar | Martin Reimann                         | deutscher Eisenhüttenmann                                                                | 75    |       |
| 28. Januar | Archie Robertson                       | schottischer Fußballspieler und -trainer                                                 | 48    |       |
| 29. Januar | Stanisław Dygat                        | polnischer Schriftsteller                                                                | 63    |       |
| 29. Januar | Tim McCoy                              | US-amerikanischer Filmschauspieler und Colonel                                           | 86    |       |
| 29. Januar | William T. Murphy                      | US-amerikanischer Politiker                                                              | 78    |       |
| 29. Januar | Rudolf Piowaty                         | tschechoslowakischer Schwimmer jüdischer Herkunft                                        | 77    |       |
| 29. Januar | Giacomo Violardo                       | italienischer Geistlicher, Kurienerzbischof und Kardinal der Römischen Kirche            | 79    |       |
| 30. Januar | Paul Brosselin                         | französischer Automobilrennfahrer                                                        | 77    |       |
| 30. Januar | Damia                                  | französische Sängerin und expressionistische Schauspielerin                              | 88    |       |
| 30. Januar | Leonard Feeney                         | US-amerikanischer katholischer Priester und Jesuit                                       | 80    |       |
| 30. Januar | Mîndru Katz                            | israelischer Pianist                                                                     | 52    |       |
| 30. Januar | Ludwig Schmitt                         | deutscher Agrikulturchemiker                                                             | 77    |       |
| 30. Januar | Emil Sick                              | deutscher Leichtathlet                                                                   | 56    |       |
| 30. Januar | Eduard Winkler                         | deutscher Maler, Zeichner und Grafiker                                                   | 94    |       |
| 30. Januar | Yuan Muzhi                             | chinesischer Schauspieler, Drehbuchautor und Filmregisseur                               | 68    |       |
| 31. Januar | Margit Angerer                         | ungarische Opern- und Konzertsängerin (Sopran)                                           | 82    |       |
| 31. Januar | Greg Herbert                           | US-amerikanischer Jazzmusiker                                                            | 30    |       |
| 31. Januar | Rusia Lampel                           | österreichisch-israelische Schriftstellerin                                              | 76    |       |
| 31. Januar | Humberto Mello Nóbrega                 | brasilianischer Literaturhistoriker und Schriftsteller                                   | 76    |       |
| 31. Januar | Maurice Tillieux                       | belgischer Comiczeichner                                                                 | 56    |       |
| 31. Januar | Georg Weise                            | deutscher Kunsthistoriker                                                                | 89    |       |
| Januar     | Peter Francke                          | deutscher Schriftsteller und Drehbuchautor                                               | 80    |       |

## Februar
| Tag         | Name                                | Beruf, bekannt als                                                                           | Alter | Beleg |
| ----------- | ----------------------------------- | -------------------------------------------------------------------------------------------- | ----- | ----- |
| 1. Februar  | Jorge Cafrune                       | argentinischer Sänger, Forscher, Sammler und Verbreiter der argentinischen Kultur            | 40    |       |
| 1. Februar  | Hans Forstreuter                    | deutscher Gymnasiallehrer, Autor und Sportpädagoge                                           | 87    |       |
| 1. Februar  | Roland Kohlsaat                     | deutscher Comiczeichner, Illustrator und Autor                                               | 64    |       |
| 1. Februar  | Adolf Paschke                       | deutscher Kryptoanalytiker                                                                   | 86    |       |
| 1. Februar  | Bernard Santona                     | französischer Sprinter                                                                       | 56    |       |
| 1. Februar  | Arthur Siegel                       | US-amerikanischer Fotograf                                                                   | 64    |       |
| 1. Februar  | Hans Joachim Toll                   | deutscher Journalist und Schriftsteller                                                      | 77    |       |
| 1. Februar  | Sig Unander                         | US-amerikanischer Politiker (Republikanische Partei)                                         | 64    |       |
| 1. Februar  | Paul Walter                         | deutscher Politiker (KPD), MdR                                                               | 86    |       |
| 2. Februar  | Wendy Barrie                        | britische Schauspielerin                                                                     | 65    |       |
| 2. Februar  | Roland Graf von Faber-Castell       | deutscher Guts- und Fabrikbesitzer                                                           | 72    |       |
| 2. Februar  | Andrew Sydenham Farrar Gow          | britischer Gräzist                                                                           | 91    |       |
| 2. Februar  | Norman Ives                         | US-amerikanischer Grafikdesigner, Künstler, Lehrer und Verleger                              | 54    |       |
| 2. Februar  | Peter Marx                          | deutscher Schauspieler                                                                       | 63    |       |
| 2. Februar  | Annie Romein-Verschoor              | niederländische Autorin und Journalistin                                                     | 82    |       |
| 3. Februar  | Adolf Berman                        | polnisch-israelischer Politiker und Aktivist, Mitglied des Sejm                              | 71    |       |
| 3. Februar  | Albert Boutwell                     | US-amerikanischer Politiker                                                                  | 73    |       |
| 3. Februar  | Otto Maria Carpeaux                 | austrobrasilianischer Journalist und Literaturkritiker                                       | 77    |       |
| 3. Februar  | Heinrich Drerup                     | deutscher Verwaltungsjurist                                                                  | 73    |       |
| 3. Februar  | Wolf Haenisch                       | deutscher Bibliothekar und Japanologe                                                        | 69    |       |
| 3. Februar  | Maximilian Scheer                   | deutscher Journalist und Schriftsteller                                                      | 81    |       |
| 3. Februar  | Herbert Stender                     | deutscher Politiker (CDU), MdL                                                               | 64    |       |
| 4. Februar  | Olle Åkerlund                       | schwedischer Segler                                                                          | 66    |       |
| 5. Februar  | Ernst Fritz                         | deutscher Verwaltungsjurist                                                                  | 77    |       |
| 5. Februar  | Ghulam Muhammad Ghubar              | afghanischer Politiker und Schriftsteller                                                    |       |       |
| 5. Februar  | Hayashi Yoshihide                   | japanischer Militär, General der kaiserlich japanischen Armee                                | 86    |       |
| 5. Februar  | August Hey                          | deutscher Politiker (KPD)                                                                    | 80    |       |
| 5. Februar  | Gerhard Oestreich                   | deutscher Historiker                                                                         | 67    |       |
| 5. Februar  | Joseph F. Ryter                     | US-amerikanischer Politiker                                                                  | 64    |       |
| 5. Februar  | Joseph Wewel                        | deutscher römisch-katholischer Geistlicher                                                   | 70    |       |
| 6. Februar  | Koito Gentarō                       | japanischer Maler                                                                            | 90    |       |
| 6. Februar  | Karl Kraft                          | deutscher Organist und Komponist                                                             | 74    |       |
| 6. Februar  | George Porteous                     | kanadischer Sozialarbeiter, Vizegouverneur von Saskatchewan                                  | 74    |       |
| 6. Februar  | Frances Wayne                       | US-amerikanische Jazz-Sängerin                                                               |       |       |
| 7. Februar  | Hans Jürgen Abraham                 | deutscher Jurist                                                                             | 68    |       |
| 7. Februar  | Clemente Carranza y López           | nicaraguanischer römisch-katholischer Geistlicher                                            | 72    |       |
| 7. Februar  | Jacques Chastenet                   | französischer Historiker, Diplomat und Journalist                                            | 84    |       |
| 7. Februar  | Dimitrie Cuclin                     | rumänischer Komponist                                                                        | 92    |       |
| 7. Februar  | Andrew Conway Ivy                   | US-amerikanischer Physiologe                                                                 | 84    |       |
| 7. Februar  | Johann Pölz                         | österreichischer Politiker (SPÖ), Abgeordneter zum Nationalrat                               | 57    |       |
| 7. Februar  | Oskar Weihs                         | österreichischer Politiker (SPÖ), Abgeordneter zum Nationalrat                               | 66    |       |
| 8. Februar  | Oscar L. Chapman                    | US-amerikanischer Politiker                                                                  | 81    |       |
| 8. Februar  | Sam H. Jones                        | US-amerikanischer Politiker                                                                  | 80    |       |
| 8. Februar  | Bodo Kampmann                       | deutscher Bildhauer, Bühnenbildner, Designer                                                 | 65    |       |
| 9. Februar  | Robert Brüderlink                   | deutscher Elektrotechniker                                                                   | 84    |       |
| 9. Februar  | Costante Girardengo                 | italienischer Radrennfahrer                                                                  | 84    |       |
| 9. Februar  | Else Hertzer                        | deutsche Künstlerin                                                                          | 93    |       |
| 9. Februar  | Julio Jaramillo                     | ecuadorianischer Musiker                                                                     | 42    |       |
| 9. Februar  | Herbert Kappler                     | deutscher Kommandeur der SiPo und des SD in Rom                                              | 70    |       |
| 9. Februar  | Margarete Schuster                  | deutsche Gemeindehelferin und Pastorin                                                       | 78    |       |
| 9. Februar  | Hans Stuck                          | deutscher Autorennfahrer                                                                     | 77    |       |
| 9. Februar  | George Van Tassel                   | US-amerikanischer Mechaniker, Pilot, Ufologe und Autor                                       | 67    |       |
| 9. Februar  | Woody Walder                        | US-amerikanischer Jazzmusiker                                                                | 74    |       |
| 10. Februar | Adolf Furrer                        | Schweizer Politiker (SP)                                                                     | 80    |       |
| 10. Februar | Bruno Henze                         | deutscher Gitarrist, Harfenist, Komponist, Dirigent und Musikpädagoge                        | 77    |       |
| 11. Februar | James Bryant Conant                 | US-amerikanischer Chemiker, Wissenschaftspolitiker und Diplomat                              | 84    |       |
| 11. Februar | Tex Irvin                           | US-amerikanischer American-Football-Spieler                                                  | 71    |       |
| 11. Februar | Harry Martinson                     | schwedischer Schriftsteller, Literaturnobelpreisträger                                       | 73    |       |
| 11. Februar | Sergio Elías Ortiz                  | kolumbianischer Historiker und konservativer Politiker                                       | 83    |       |
| 11. Februar | Darwin Piñeyrúa                     | uruguayischer Leichtathlet                                                                   | 32    |       |
| 11. Februar | Charlotte von Rumohr                | deutsche Malerin und Äbtissin                                                                | 88    |       |
| 11. Februar | Eric-Paul Stekel                    | österreichisch-französischer Musiker, Dirigent und Komponist                                 | 79    |       |
| 12. Februar | Kurt Angstmann                      | deutscher Politiker (SPD), MdL                                                               | 62    |       |
| 12. Februar | Émile Arbogast                      | französischer Schwimmer                                                                      | 76    |       |
| 12. Februar | Karl Iljitsch Eliasberg             | sowjetischer Dirigent                                                                        | 70    |       |
| 12. Februar | Otto Kuhn                           | deutscher Zoologe und Hochschullehrer                                                        | 81    |       |
| 12. Februar | Franz Marent                        | österreichischer Politiker (ÖVP), Landtagsabgeordneter zum Vorarlberger Landtag              | 87    |       |
| 12. Februar | Eizi Matuda                         | japanischer Botaniker                                                                        | 83    |       |
| 12. Februar | Robert McCoy                        | US-amerikanischer Pianist und Sänger des Blues und Barrelhouse Piano                         | 67    |       |
| 12. Februar | Ulrich Mosiek                       | deutscher Kanonist und Hochschullehrer                                                       | 58    |       |
| 12. Februar | Walter Rossi                        | US-amerikanischer Tontechniker                                                               | 83    |       |
| 12. Februar | Sydney Taylor                       | US-amerikanische Kinderbuchautorin                                                           | 73    |       |
| 13. Februar | Willi Domgraf-Fassbaender           | deutscher Opernsänger                                                                        | 80    |       |
| 13. Februar | Robert Durrer                       | Schweizer Metallurg                                                                          | 87    |       |
| 13. Februar | Kathleen O’Brien                    | neuseeländische Tanzlehrerin, Radiomoderatorin und Filmregisseurin                           | 71    |       |
| 13. Februar | Leopold Pargfrieder                 | österreichischer Politiker (CSP), Abgeordneter zum Nationalrat                               | 98    |       |
| 13. Februar | Josef Seiler                        | deutscher Politiker (SPD)                                                                    | 78    |       |
| 14. Februar | Karel Ardelt                        | tschechoslowakischer Tennisspieler                                                           | 89    |       |
| 14. Februar | Claude Binyon                       | US-amerikanischer Drehbuchautor und Filmregisseur                                            | 72    |       |
| 14. Februar | Karl Durspekt                       | österreichischer Fußballspieler                                                              | 64    |       |
| 14. Februar | Hans Gerhard                        | deutscher Politiker (FDP), MdL                                                               | 89    |       |
| 14. Februar | Willem Hoefnagels                   | niederländischer Politiker                                                                   | 48    |       |
| 14. Februar | Harald von Klüber                   | deutscher Astronom                                                                           | 76    |       |
| 14. Februar | Robert Meldau                       | deutscher Ingenieur                                                                          | 87    |       |
| 14. Februar | Abraham Rattner                     | US-amerikanischer Maler des Expressionismus                                                  |       |       |
| 14. Februar | Willi Schweinhardt                  | deutscher Politiker (FDP), MdL und Winzer                                                    | 74    |       |
| 15. Februar | Walter Baetke                       | deutscher Germanist, Skandinavist und Religionswissenschaftler                               | 93    |       |
| 15. Februar | Ilka Chase                          | US-amerikanische Schauspielerin und Schriftstellerin                                         | 72    |       |
| 15. Februar | Robert Götz                         | deutscher Komponist, Musikpädagoge, Lieddichter                                              | 85    |       |
| 15. Februar | Martin Loos                         | deutscher Politiker (SPD), MdL Bayern                                                        | 73    |       |
| 15. Februar | Josef Pelz von Felinau              | österreichischer Schriftsteller und Schauspieler                                             | 82    |       |
| 15. Februar | Jean Sainteny                       | französischer Politiker und Unterhändler                                                     | 70    |       |
| 15. Februar | Heinrich Stein                      | deutscher Politiker (SPD), MdBB                                                              | 82    |       |
| 16. Februar | Hans Bruhn                          | deutscher Kommunalpolitiker (CDU)                                                            | 76    |       |
| 16. Februar | Margaret Davidson                   | schottisch-britische Lehrerin und Suffragette                                                | 98    |       |
| 16. Februar | Fritz Esser                         | deutscher Politiker (SPD), MdL                                                               | 63    |       |
| 16. Februar | Pipí Franco                         | dominikanischer Sänger und Komponist                                                         | 66    |       |
| 16. Februar | Svend Johannsen                     | dänischer Minderheitenpolitiker in Schleswig-Holstein                                        | 74    |       |
| 16. Februar | Edward Lindberg                     | US-amerikanischer Leichtathlet                                                               | 91    |       |
| 16. Februar | José Orabuena                       | deutsch-jüdischer Schriftsteller                                                             | 85    |       |
| 16. Februar | Ralph K. White                      | US-amerikanischer Sozialpsychologe                                                           | 70    |       |
| 17. Februar | Luisa Banti                         | italienische Archäologin und Etruskologin                                                    | 83    |       |
| 17. Februar | Erik Charpentier                    | schwedischer Turner und Leichtathlet                                                         | 80    |       |
| 17. Februar | Ian Corden-Lloyd                    | britischer Richter                                                                           | 39    |       |
| 17. Februar | Arthur Dürig                        | Schweizer Architekt                                                                          | 74    |       |
| 17. Februar | Hans Figura                         | österreichischer Grafiker und Landschaftsmaler                                               | 80    |       |
| 17. Februar | Kurt Kachlicki                      | deutscher Schauspieler und Synchronsprecher                                                  | 43    |       |
| 17. Februar | Ernst Lau                           | deutscher Optiker                                                                            | 84    |       |
| 17. Februar | Johann Rüth                         | deutscher Priester, Apostolischer Vikar von Mittelnorwegen                                   | 78    |       |
| 17. Februar | Kenneth H. Tuggle                   | US-amerikanischer Politiker                                                                  | 73    |       |
| 17. Februar | Gabriel Turville-Petre              | britischer skandinavistischer Mediävist                                                      | 69    |       |
| 18. Februar | Michail Arnaudow                    | bulgarischer Literaturhistoriker, Ethnograph, Folklorist                                     | 99    |       |
| 18. Februar | Derrick De Marney                   | britischer Schauspieler und Filmproduzent                                                    | 71    |       |
| 18. Februar | Jürgen Alexander von Grone          | deutscher Offizier                                                                           | 90    |       |
| 18. Februar | Kathleen Lockhart                   | britische Schauspielerin und Ehefrau von Gene Lockhart                                       | 83    |       |
| 18. Februar | Maggie McNamara                     | US-amerikanische Schauspielerin                                                              | 49    |       |
| 18. Februar | Bob McNealy                         | US-amerikanischer Politiker (Alaska)                                                         | 70    |       |
| 18. Februar | Heinrich Schild                     | deutscher Politiker (DP, CDU), MdB, MdEP                                                     | 82    |       |
| 18. Februar | Francisco Elías de Tejada y Spínola | spanischer Philosoph und Traditionalist                                                      | 60    |       |
| 18. Februar | Franz Josef Tripp                   | deutscher Zeichner und Kinderbuchillustrator                                                 | 62    |       |
| 19. Februar | Samuel Rickard Christophers         | britischer Parasitologe und Tropenmediziner                                                  | 104   |       |
| 19. Februar | Olaf Ditlev-Simonsen                | norwegischer Segler, Reeder und Sportfunktionär                                              | 81    |       |
| 19. Februar | Ruzena Herlinger                    | tschechoslowakisch-kanadische Konzertsängerin und Gesangslehrerin                            | 85    |       |
| 19. Februar | Alfred Knoerzer                     | deutscher Offizier und Kaufmann                                                              | 85    |       |
| 19. Februar | Vladimir Milojčić                   | jugoslawisch-deutscher Prähistoriker                                                         | 60    |       |
| 19. Februar | Heimrad Prem                        | deutscher Maler                                                                              | 43    |       |
| 19. Februar | Eugen von Tarnóczy                  | deutscher Luftfahrtpionier und Kunstmaler                                                    | 91    |       |
| 20. Februar | Jürgen von Klenck                   | deutscher Chemiker und Wirtschaftsfunktionär                                                 | 68    |       |
| 20. Februar | Vitorino Nemésio                    | portugiesischer Schriftsteller                                                               | 76    |       |
| 20. Februar | Rolf Raffé                          | deutscher Filmproduzent, Filmregisseur und Drehbuchautor                                     | 82    |       |
| 20. Februar | Hans Wendlandt                      | deutscher Fußballtrainer                                                                     | 60    |       |
| 21. Februar | Raoul Heide                         | norwegischer Degenfechter                                                                    | 89    |       |
| 21. Februar | Albert Lippert                      | deutscher Schauspieler, Regisseur und Theaterintendant                                       | 76    |       |
| 21. Februar | Hagar Olsson                        | finnlandschwedische Literaturkritikerin, Übersetzerin und Schriftstellerin                   | 84    |       |
| 21. Februar | Johannes Radermacher                | deutscher Maler                                                                              | 72    |       |
| 21. Februar | Hubert Schonger                     | deutscher Filmregisseur und Filmproduzent                                                    | 80    |       |
| 21. Februar | Andrew David Thackeray              | britischer Astronom                                                                          | 67    |       |
| 22. Februar | Hal Borland                         | US-amerikanischer Schriftsteller                                                             | 77    |       |
| 22. Februar | Joachim Büchner                     | deutscher Leichtathlet                                                                       | 72    |       |
| 22. Februar | Walter Furrer                       | Schweizer Komponist                                                                          | 75    |       |
| 22. Februar | Mordechai Maklef                    | israelischer Generalstabschef der Streitkräfte und Manager                                   |       |       |
| 22. Februar | Phyllis McGinley                    | US-amerikanische Dichterin, Essayistin und Kinder- und Jugendbuchautorin                     | 72    |       |
| 22. Februar | Wilhelm Padberg                     | deutscher Politiker (CDU), MdA                                                               | 70    |       |
| 22. Februar | Ernest Palmer                       | US-amerikanischer Kameramann                                                                 | 92    |       |
| 22. Februar | Karl Plunder                        | österreichischer Pädagoge und Botaniker                                                      | 68    |       |
| 22. Februar | Daphne Pollard                      | australisch-amerikanische Schauspielerin                                                     | 86    |       |
| 22. Februar | Hermann Redetzky                    | deutscher Hygieniker, Hochschullehrer und Politiker (SPD, SED)                               | 76    |       |
| 22. Februar | Hermann Rohrbeck                    | deutscher Jazz- und Unterhaltungsmusiker                                                     | 78    |       |
| 22. Februar | Ernst Schlensker                    | deutscher Beamter und Politiker (SPD), MdL                                                   | 69    |       |
| 22. Februar | Harry Wilde                         | deutscher Journalist und Schriftsteller                                                      | 78    |       |
| 23. Februar | Eugéne Cornelius Arthurs            | irischer Ordensgeistlicher und römisch-katholischer Bischof von Tanga                        | 63    |       |
| 23. Februar | Arwyn Davies, Baron Arwyn           | britischer Wirtschaftsmanager und Politiker                                                  | 80    |       |
| 23. Februar | Paul Yoshigorō Taguchi              | japanischer Erzbischof von Osaka und Kardinal der römisch-katholischen Kirche                | 75    |       |
| 23. Februar | Leon Thorn                          | österreichisch-polnisch-US-amerikanischer Rabbiner und Schriftsteller                        | 71    |       |
| 24. Februar | Ernst Cammann                       | deutscher Politiker (CDU)                                                                    | 89    |       |
| 24. Februar | Rafael de los Casares y Moya        | spanischer Diplomat                                                                          | 78    |       |
| 24. Februar | Katrine Harries                     | deutsch-südafrikanische Grafikerin und Illustratorin                                         | 63    |       |
| 24. Februar | Herbert Kleine                      | deutscher Verwaltungsjurist und Offizier                                                     | 90    |       |
| 24. Februar | Johannes Rommerskirchen             | deutscher katholischer Theologe und Bibliothekar                                             | 79    |       |
| 24. Februar | Karl Schodrok                       | deutscher Lehrer, Herausgeber, Verleger und Publizist                                        | 88    |       |
| 24. Februar | Alma Thomas                         | afroamerikanische Malerin und Kunstpädagogin                                                 | 86    |       |
| 25. Februar | Artem Alichanjan                    | armenisch-sowjetischer Kernphysiker und Hochschullehrer                                      | 69    |       |
| 25. Februar | J. Hugo Aronson                     | schwedisch-US-amerikanischer Politiker                                                       | 86    |       |
| 25. Februar | Alfred Marshall Bailey              | US-amerikanischer Ornithologe                                                                | 84    |       |
| 25. Februar | Margarete Bieber                    | deutsche Klassische Archäologin, erste Professorin für Klassische Archäologie in Deutschland | 98    |       |
| 25. Februar | Hugo Friedrich                      | deutscher Romanist                                                                           | 73    |       |
| 25. Februar | Otto Gühlk                          | deutscher Architekt                                                                          | 85    |       |
| 25. Februar | Edith Humphrey                      | britische anorganische Chemikerin                                                            | 102   |       |
| 25. Februar | John Kelso Ormond                   | US-amerikanischer Urologe                                                                    | 91    |       |
| 25. Februar | Heinrich Stühlmeyer                 | deutscher Custos, Kantor und Komponist                                                       | 70    |       |
| 25. Februar | Edouard Tenet                       | französischer Boxer                                                                          | 70    |       |
| 25. Februar | Thomas A. Wofford                   | US-amerikanischer Politiker                                                                  | 69    |       |
| 25. Februar | Friedrich Zipfel                    | deutscher Historiker                                                                         | 57    |       |
| 26. Februar | Maria Bach                          | österreichische Komponistin und Malerin                                                      | 81    |       |
| 26. Februar | Gilbert Kurland                     | US-amerikanischer Filmschaffender                                                            | 73    |       |
| 27. Februar | Erwin Reuben Jacobi                 | französisch-schweizerischer Cembalist, Organist und Musikwissenschaftler                     | 68    |       |
| 27. Februar | Willi Peter                         | deutscher Orgelbauer                                                                         | 70    |       |
| 27. Februar | Frank Potter                        | australischer Politiker (Liberal Party), Präsident des South Australian Legislative Council  | 58    |       |
| 27. Februar | Julien Rossat                       | Schweizer Diplomat                                                                           | 76    |       |
| 27. Februar | Wadim Nikolajewitsch Salmanow       | russischer Komponist                                                                         | 65    |       |
| 27. Februar | Otto Andreas Schreiber              | deutscher Maler und Zeichner                                                                 | 70    |       |
| 27. Februar | Robert Sobukwe                      | südafrikanischer Politiker                                                                   | 53    |       |
| 27. Februar | Rudolf Weys                         | österreichischer Journalist und Kabarettist                                                  | 79    |       |
| 28. Februar | Philip Ahn                          | US-amerikanischer Schauspieler                                                               | 72    |       |
| 28. Februar | Karl Brand                          | deutscher Widerstandskämpfer gegen den Nationalsozialismus und Kommunalpolitiker der KPD     | 80    |       |
| 28. Februar | Billy Coutu                         | kanadischer Eishockeyspieler und -trainer                                                    | 85    |       |
| 28. Februar | Ernst Hagemann                      | deutscher Landschaftsgestalter und Anthroposoph                                              | 79    |       |
| 28. Februar | Sebastian Hering                    | deutscher Ringer                                                                             | 67    |       |
| 28. Februar | Alan Hug Hillgarth                  | britischer Diplomat                                                                          | 78    |       |
| 28. Februar | Consuelo Kanaga                     | US-amerikanische Fotografin                                                                  | 83    |       |
| 28. Februar | Janusz Meissner                     | polnischer Militärflieger und Schriftsteller                                                 | 77    |       |
| 28. Februar | Rudolf Paul                         | deutscher Jurist und Politiker (DDP, SED), Landespräsident von Thüringen 1945–1947           | 84    |       |
| 28. Februar | Norbert Petri                       | rumänischer Musikwissenschaftler und Komponist                                               | 66    |       |
| 28. Februar | Eric Frank Russell                  | britischer Schriftsteller                                                                    | 73    |       |
| Februar     | Rosalie Gardiner Jones              | US-amerikanische Suffragette                                                                 |       |       |

## März
| Tag      | Name                                       | Beruf, bekannt als                                                                                        | Alter | Beleg |
| -------- | ------------------------------------------ | --- | ----- | ----- |
| 1. März  | Cecil Whitfield Davies                     | Elektrochemiker                                                                                           |       |       |
| 1. März  | Erwin K. Münz                              | deutscher Schriftsteller                                                                                  | 65    |       |
| 1. März  | Oka Kiyoshi                                | japanischer Mathematiker                                                                                  | 76    |       |
| 1. März  | Paul Scott                                 | englischer Autor                                                                                          | 57    |       |
| 1. März  | Max Uecker                                 | deutscher Bildschnitzer und Holzrestaurator                                                               | 90    |       |
| 2. März  | Edward G. Begle                            | US-amerikanischer Mathematikpädagoge                                                                      | 63    |       |
| 2. März  | Alix Combelle                              | französischer Swing-Tenorsaxophonist und Bandleader                                                       | 65    |       |
| 2. März  | Ruth Dwyer                                 | US-amerikanische Schauspielerin                                                                           | 80    |       |
| 2. März  | Adolf Eisele                               | deutscher katholischer Geistlicher                                                                        | 72    |       |
| 2. März  | Bohuslav Havránek                          | tschechoslowakischer Sprachwissenschaftler                                                                | 85    |       |
| 2. März  | Eugen Henkel                               | deutscher Jazzmusiker                                                                                     | 68    |       |
| 2. März  | Juozas Kajeckas                            | litauischer Jurist und Diplomat                                                                           | 80    |       |
| 02. März | Yrjö Korholin-Koski                        | finnischer Leichtathlet                                                                                   | 77    |       |
| 2. März  | Severin von Lama                           | österreichischer Geistlicher, Gymnasial-Professor und Heiler                                              | 94    |       |
| 2. März  | Mario Pei                                  | US-amerikanischer Romanist, Linguist und Autor italienischer Herkunft                                     | 77    |       |
| 2. März  | Hans Richter                               | deutscher Diplomat, Botschafter der DDR                                                                   | 47    |       |
| 2. März  | Heinrich Runte                             | deutscher Kleinkrimineller, Oberbürgermeister von Ingolstadt                                              | 68    |       |
| 2. März  | Hans Schmitt-Rost                          | deutscher Publizist                                                                                       | 77    |       |
| 3. März  | Wilhelm Mayer                              | deutscher Kommunist, NS-Widerstandskämpfer, Staatsfunktionär der DDR                                      | 72    |       |
| 3. März  | Georg Valentin von Munthe af Morgenstierne | norwegischer Sprachwissenschaftler                                                                        | 86    |       |
| 3. März  | Otto Steinert                              | deutscher Fotograf                                                                                        | 62    |       |
| 3. März  | Werner Treichel                            | deutscher Fußballschiedsrichter                                                                           | 57    |       |
| 3. März  | Horst Uhse                                 | deutscher Schauspieler bei Bühne, Film, Hörfunk und Fernsehen                                             | 60    |       |
| 3. März  | Louis Van Haecke                           | französischer Politiker, Mitglied der Nationalversammlung                                                 | 67    |       |
| 4. März  | Wesley Bolin                               | US-amerikanischer Politiker                                                                               | 68    |       |
| 4. März  | Franz Heep                                 | brasilianisch-französischer Architekt deutscher Herkunft                                                  | 75    |       |
| 4. März  | Günther Marks                              | deutscher Kirchenmusiker, Kantor, Pädagoge, Organist und Komponist                                        | 80    |       |
| 4. März  | Joe Marsala                                | US-amerikanischer Jazzmusiker                                                                             | 71    |       |
| 4. März  | William McKnight                           | US-amerikanischer Geschäftsmann                                                                           | 90    |       |
| 4. März  | Adolf Metzner                              | deutscher Leichtathlet, Olympiateilnehmer und Sportmediziner                                              | 67    |       |
| 5. März  | Cesare Andrea Bixio                        | italienischer Komponist                                                                                   | 81    |       |
| 6. März  | Otto Bischof                               | deutscher Kommunalpolitiker (CDU)                                                                         | 74    |       |
| 6. März  | Clyde R. Chapman                           | US-amerikanischer Anwalt und Politiker                                                                    | 88    |       |
| 6. März  | John L. Hall, Jr.                          | US-amerikanischer Admiral                                                                                 | 86    |       |
| 6. März  | Werner Lamberz                             | deutscher SED-Funktionär, MdV, Mitglied des Politbüros des ZK der SED                                     | 48    |       |
| 6. März  | Micheál Mac Liammóir                       | irischer Schauspieler, Theaterregisseur und Autor                                                         | 78    |       |
| 6. März  | Paul Markowski                             | deutscher Politiker (SED), MdV                                                                            | 48    |       |
| 6. März  | Hans-Joachim Spremberg                     | deutscher Bildreporter                                                                                    | 34    |       |
| 6. März  | Bruno Stäblein                             | deutscher Musikwissenschaftler                                                                            | 82    |       |
| 07. März | Norman Anderson                            | US-amerikanischer Leichtathlet                                                                            | 75    |       |
| 7. März  | Gerhart Baron                              | österreichischer Autor                                                                                    | 73    |       |
| 7. März  | Friedrich Engel-Jánosi                     | österreichischer Historiker                                                                               | 85    |       |
| 7. März  | Vítězslav Gardavský                        | tschechoslowakischer Schriftsteller, Übersetzer und Philosoph                                             | 54    |       |
| 7. März  | Salvatore Greco                            | italienischer Mafioso                                                                                     | 55    |       |
| 7. März  | Ernst Kapp                                 | deutscher Klassischer Philologe                                                                           | 90    |       |
| 7. März  | Paul Merkel                                | deutscher Pädagoge                                                                                        | 81    |       |
| 7. März  | Hans Rodenberg                             | deutscher Theaterwissenschaftler, Filmregisseur und Politiker (SED), MdV                                  | 82    |       |
| 7. März  | Rudolf Schoeller                           | Schweizer Rennfahrer                                                                                      | 75    |       |
| 7. März  | Heinz Ullrich                              | deutscher Konstrukteur und Erfinder                                                                       | 69    |       |
| 7. März  | Etta Gräfin von Waldersee                  | deutsche Adlige                                                                                           | 75    |       |
| 8. März  | Roy F. Harrod                              | englischer Ökonom                                                                                         | 78    |       |
| 8. März  | Aulis Koponen                              | finnischer Fußballspieler                                                                                 | 71    |       |
| 8. März  | Gerald Reitlinger                          | britischer Historiker, Kunsthistoriker und Schriftsteller                                                 | 78    |       |
| 8. März  | Adolf van der Voort van Zijp               | niederländischer Vielseitigkeitsreiter                                                                    | 85    |       |
| 8. März  | Werner Zabel                               | deutscher Augenarzt und Alternativmediziner                                                               | 84    |       |
| 9. März  | Adolf Buchholz                             | deutscher kommunistischer Wirtschaftsfunktionär der DDR                                                   | 64    |       |
| 9. März  | Fritz Gugelmeier                           | deutscher Bauer, Winzer und Heimatdichter                                                                 | 77    |       |
| 9. März  | Henri Meylan                               | Schweizer evangelischer Theologe und Hochschullehrer                                                      | 77    |       |
| 9. März  | Hanns Leo Mikoletzky                       | österreichischer Historiker und Archivar                                                                  | 70    |       |
| 9. März  | Josef Schöner                              | österreichischer Diplomat                                                                                 | 74    |       |
| 10. März | Fernande Peyrot                            | Schweizer Komponistin                                                                                     | 89    |       |
| 10. März | Oskar Schad                                | deutscher Kommunalpolitiker (CSU)                                                                         | 73    |       |
| 10. März | Paul Schwebes                              | deutscher Architekt                                                                                       | 75    |       |
| 10. März | Friedrich Stock                            | deutscher Politiker (FDP/DVP), MdL                                                                        | 65    |       |
| 10. März | Ernest Oscar Tips                          | belgischer Ingenieur und Flugzeugkonstrukteur                                                             | 84    |       |
| 11. März | Hanni Bay                                  | Schweizer Malerin                                                                                         | 92    |       |
| 11. März | Emil Blum                                  | Schweizer reformierter Theologe                                                                           | 83    |       |
| 11. März | Friedrich-Wilhelm Bock                     | deutscher Polizist und SS-Oberführer der Waffen-SS                                                        | 80    |       |
| 11. März | Priscilla Buchan, Baroness Tweedsmuir      | britische Politikerin (Unionist Party, Conservative Party), Mitglied des Unter- und später des Oberhauses | 63    |       |
| 11. März | Claude François                            | französischer Komponist und Chansonnier                                                                   | 39    |       |
| 11. März | Julius Mägiste                             | estnischer Sprachwissenschaftler und Finno-Ugrist                                                         | 77    |       |
| 12. März | Agustín Acosta                             | kubanischer Politiker und Schriftsteller                                                                  | 91    |       |
| 12. März | Semp Russ                                  | US-amerikanischer Tennisspieler                                                                           | 99    |       |
| 12. März | Poul Smyrner                               | dänischer Schauspieler                                                                                    | 78    |       |
| 12. März | Peter Thaler                               | österreichischer Maler, Volksschauspieler und Heimatforscher                                              | 86    |       |
| 12. März | Theresa Weld                               | US-amerikanische Eiskunstläuferin                                                                         | 84    |       |
| 13. März | John Cazale                                | US-amerikanischer Schauspieler                                                                            | 42    |       |
| 13. März | Milton Fowler Gregg                        | kanadischer Politiker (Liberale Partei) und Offizier der Canadian Army                                    | 85    |       |
| 13. März | Karl Hax                                   | deutscher Betriebswirt                                                                                    | 76    |       |
| 13. März | Walter Koschorreck                         | deutscher Jurist und Bibliothekar                                                                         | 63    |       |
| 13. März | Gabriel Valay                              | französischer Politiker, Mitglied der Nationalversammlung                                                 | 72    |       |
| 14. März | John Marshall Butler                       | US-amerikanischer Politiker                                                                               | 80    |       |
| 14. März | Hans Gerber                                | Schweizer Bildhauer, Collagist und Zeichner                                                               | 68    |       |
| 14. März | Georges Haupt                              | rumänisch-französischer Historiker                                                                        | 50    |       |
| 14. März | Carl Vincent Krogmann                      | deutscher Politiker, Erster Bürgermeister Hamburg (1933–1945)                                             | 89    |       |
| 14. März | Anton Kuys                                 | niederländischer Radrennfahrer                                                                            | 74    |       |
| 15. März | Max Fank                                   | deutscher Politiker (SPD, SED)                                                                            | 78    |       |
| 15. März | Jacques Forestier                          | französischer Internist, Rheumatologe und Rugby-Union-Spieler                                             | 87    |       |
| 15. März | Hans Gerig                                 | deutscher Musikverleger                                                                                   | 67    |       |
| 15. März | Jerzy Hryniewski                           | polnischer Politiker, Mitglied des Sejm und Ministerpräsident der Polnischen Exilregierung                | 82    |       |
| 15. März | Willy Huppertz                             | deutscher Anarchist                                                                                       | 73    |       |
| 15. März | Adolf Mauer                                | deutscher Politiker (NSDAP), MdR und SA-Führer                                                            | 78    |       |
| 15. März | Marguerite Radideau                        | französische Leichtathletin                                                                               | 71    |       |
| 15. März | Arthur Useldinger                          | luxemburgischer Politiker (KPL), Mitglied der Chambre                                                     | 73    |       |
| 15. März | Karoline Wittmann                          | deutsche Malerin                                                                                          | 65    |       |
| 16. März | André Boulloche                            | französischer Politiker (PS), Mitglied der Nationalversammlung                                            | 62    |       |
| 16. März | Thomas Byrne                               | irischer Politiker                                                                                        | 60    |       |
| 16. März | Semjon Abramowitsch Furman                 | sowjetischer Großmeister im Schach                                                                        | 57    |       |
| 16. März | Werner Mollweide                           | deutscher Maler                                                                                           | 88    |       |
| 16. März | Alfred Müller-Armack                       | deutscher Nationalökonom, Kultursoziologe                                                                 | 76    |       |
| 16. März | Renny Ottolina                             | venezolanischer Fernsehentertainer und -produzent                                                         | 49    |       |
| 16. März | Willy Petzold                              | deutscher Plakatgestalter, Grafiker und ausgebildeter Glasmaler                                           | 92    |       |
| 16. März | Schulieta Schischmanowa                    | bulgarische Gymnastiknationaltrainerin                                                                    | 42    |       |
| 16. März | Albert Walzer                              | deutscher Kunsthistoriker                                                                                 | 75    |       |
| 16. März | J. Rodolfo Wilcock                         | argentinischer Schriftsteller, Dichter, Literaturkritiker, Übersetzer und Bauingenieur                    | 58    |       |
| 16. März | Johann Wilhelm Zanders                     | deutscher Industrieller                                                                                   | 79    |       |
| 17. März | Eddie Aikau                                | hawaiianischer Surfer und Rettungsschwimmer                                                               | 31    |       |
| 17. März | Horst Biernath                             | deutscher Autor von Romanen                                                                               | 72    |       |
| 17. März | Leigh Brackett                             | US-amerikanische Schriftstellerin                                                                         | 62    |       |
| 17. März | Elisabeth Erdmann-Macke                    | deutsche Schriftstellerin, Ehefrau von August Macke und Lothar Erdmann                                    | 89    |       |
| 17. März | Gertrud Haemmerli-Schindler                | Schweizer Frauenrechtlerin                                                                                | 84    |       |
| 17. März | Jakob Maybaum                              | deutscher Priester                                                                                        | 89    |       |
| 17. März | Malvina Reynolds                           | US-amerikanische Sängerin, Komponistin und politische Aktivistin                                          | 77    |       |
| 17. März | Peter Sommer                               | deutscher Oberst, Funktionär und Gewerkschafter der Fischerei                                             | 71    |       |
| 18. März | François Duprat                            | französischer rechtsextremer Denker                                                                       | 37    |       |
| 18. März | Willy Falck Hansen                         | dänischer Radrennfahrer                                                                                   | 71    |       |
| 18. März | Valeska Gert                               | deutsche Tänzerin und Kabarettistin                                                                       | 86    |       |
| 18. März | Robert Schraudolph                         | deutscher Kunstmaler                                                                                      | 90    |       |
| 18. März | Franz-Josef Spieker                        | deutscher Filmemacher                                                                                     | 44    |       |
| 18. März | Charles Hans Vogt                          | deutscher Schauspieler                                                                                    | 71    |       |
| 18. März | Peggy Wood                                 | US-amerikanische Sängerin und Schauspielerin                                                              | 86    |       |
| 19. März | Herbert Günther                            | deutscher Schriftsteller und Dichter                                                                      | 71    |       |
| 19. März | Alexander Issatschenko                     | österreichisch-russischer Slawist                                                                         | 67    |       |
| 19. März | Gaston Maurice Julia                       | französischer Mathematiker                                                                                | 85    |       |
| 19. März | Kay Krasnitzky                             | österreichischer Maler                                                                                    | 63    |       |
| 19. März | Ovila Légaré                               | kanadischer Schauspieler und Singer-Songwriter                                                            | 76    |       |
| 19. März | Alfons Satzger                             | deutscher katholischer Theologe                                                                           | 78    |       |
| 19. März | William H. Stevenson                       | US-amerikanischer Politiker                                                                               | 86    |       |
| 19. März | Eberhard Storch                            | deutscher Komponist und Textdichter                                                                       | 72    |       |
| 19. März | Carlos Torre Repetto                       | mexikanischer Schachspieler                                                                               | 72    |       |
| 20. März | Károly Bolberitz                           | ungarischer Ingenieur                                                                                     | 72    |       |
| 20. März | Hubertus Brieger                           | deutscher Kinderarzt und Professor, Direktor der Universitätskinderklinik Greifswald                      | 68    |       |
| 20. März | Jacques Brugnon                            | französischer Tennisspieler                                                                               | 82    |       |
| 20. März | Robert Gilbert                             | deutscher Komponist, Textdichter, Sänger und Schauspieler                                                 | 78    |       |
| 20. März | Heinz Manchen                              | deutscher Ruderer                                                                                         | 46    |       |
| 20. März | Gustav Alfred Müller                       | deutscher Maler, Grafiker und Lithograf                                                                   | 82    |       |
| 20. März | Wilhelm Neveling                           | deutscher Architekt                                                                                       | 70    |       |
| 20. März | Salvatore Briguglio                        | amerikanisch-italienischer Mafioso                                                                        | 48    |       |
| 21. März | Émile Bulteel                              | französischer Wasserballspieler                                                                           | 71    |       |
| 21. März | Louis Cottrell junior                      | US-amerikanischer Jazz-Klarinettist und Saxophonist                                                       | 67    |       |
| 21. März | Cearbhall Ó Dálaigh                        | irischer Jurist, Präsident von Irland                                                                     | 67    |       |
| 21. März | Heinrich Pflanzl                           | österreichischer Opernsänger (Bass)                                                                       | 74    |       |
| 21. März | Jules Verschelden                          | belgischer Radrennfahrer                                                                                  | 79    |       |
| 22. März | Isidro Ayora                               | ecuadorianischer Arzt und Politiker, Staatsoberhaupt von Ecuador                                          | 98    |       |
| 22. März | Fritz Bourquin                             | Schweizer Politiker (SP)                                                                                  | 62    |       |
| 22. März | Nellie Jane DeWitt                         | US-amerikanische Krankenschwester, Direktorin des US Navy Nurse Corps                                     | 82    |       |
| 22. März | Grace Frank                                | US-amerikanische Romanistin und Mediävistin                                                               | 91    |       |
| 22. März | Otto Hug                                   | deutscher Strahlenbiologe                                                                                 | 64    |       |
| 22. März | Alfred Schack                              | deutscher Erfinder und Unternehmer                                                                        | 82    |       |
| 22. März | Astrid Väring                              | schwedische Schriftstellerin, Journalistin und Übersetzerin                                               | 85    |       |
| 22. März | Karl Wallenda                              | deutsch-amerikanischer Zirkusakrobat und Hochseilartist                                                   | 73    |       |
| 23. März | Anton Hörburger                            | niederländischer Fußballspieler                                                                           | 92    |       |
| 23. März | Galina Agafja Andrejewna Kusmenko          | ukrainische Anarchistin                                                                                   |       |       |
| 23. März | Aarne Tammisto                             | finnischer Sprinter                                                                                       | 63    |       |
| 23. März | Eeltje Visserman                           | niederländischer Schachkomponist                                                                          | 56    |       |
| 23. März | Ernst Chaim Wertheimer                     | deutsch-israelischer Physiologe                                                                           | 84    |       |
| 24. März | Oskar Hinterleitner                        | österreichischer Wirtschaftsfunktionär und NSDAP-Gauwirtschaftsberater                                    | 86    |       |
| 24. März | Maria Regina Jünemann                      | deutsche Schauspielerin, Schriftstellerin, Journalistin                                                   | 90    |       |
| 24. März | Friedrich Kessel                           | deutscher Landtagsabgeordneter (NSDAP) im Volksstaat Hessen                                               | 80    |       |
| 24. März | André Lallemand                            | französischer Astronom                                                                                    | 73    |       |
| 24. März | Just Lippe                                 | norwegischer Politiker und Journalist                                                                     | 72    |       |
| 24. März | Otto Maercker                              | deutscher evangelisch-lutherischer Geistlicher                                                            | 78    |       |
| 24. März | Jacob Silbermann                           | rumänischer Schachspieler, -trainer und -historiker                                                       | 70    |       |
| 25. März | Ludwig Alsdorf                             | deutscher Indologe                                                                                        | 73    |       |
| 25. März | Gerd Böhme                                 | deutscher Maler                                                                                           | 78    |       |
| 25. März | Ego Brønnum-Jacobsen                       | dänischer Schauspieler                                                                                    | 73    |       |
| 25. März | Leslie Fenton                              | US-amerikanischer Filmschauspieler und Filmregisseur                                                      | 76    |       |
| 25. März | Paul Hammer                                | luxemburgischer Sprinter und Weitspringer                                                                 | 77    |       |
| 25. März | Jack Hulbert                               | britischer Schauspieler, Drehbuchautor, Filmregisseur, Choreograf und Fernsehproduzent                    | 85    |       |
| 25. März | Bruno Melmer                               | deutscher SS-Hauptsturmführer                                                                             | 68    |       |
| 25. März | Hanna Ralph                                | deutsche Schauspielerin                                                                                   | 89    |       |
| 25. März | Louis B. Slichter                          | US-amerikanischer Geophysiker                                                                             | 81    |       |
| 25. März | Bruno Touschek                             | österreichischer Physiker                                                                                 | 57    |       |
| 25. März | Trude Wessely                              | österreichisch-deutsche Bühnen- und Filmschauspielerin, sowie Hörspielsprecherin                          | 78    |       |
| 26. März | Robert Gaupp junior                        | deutscher Psychiater und Neurologe                                                                        | 70    |       |
| 26. März | Maxim Kuraner                              | deutscher Politiker (SPD), MdL                                                                            | 76    |       |
| 26. März | Gottlieb Pot d’Or                          | deutscher Künstler                                                                                        | 73    |       |
| 26. März | Otto Schubert                              | deutscher Offizier und Hochschullehrer                                                                    | 59    |       |
| 26. März | Edmund Sinn                                | deutscher Jurist, Unternehmer und Politiker (CDU)                                                         | 75    |       |
| 26. März | Friedrich Stammberger                      | deutscher Geologe, Antifaschist und Opfer des Stalinismus                                                 | 69    |       |
| 27. März | Stewart Duke-Elder                         | britischer Augenarzt und Chirurg                                                                          | 79    |       |
| 27. März | Sverre Farstad                             | norwegischer Eisschnellläufer                                                                             | 58    |       |
| 27. März | Johannes Göderitz                          | deutscher Architekt, Stadtplaner, Baubeamter und Hochschullehrer                                          | 89    |       |
| 27. März | Hori Shinji                                | japanischer Bildhauer                                                                                     | 87    |       |
| 27. März | Erich Krüger                               | deutscher Maler                                                                                           | 81    |       |
| 27. März | Walter Mentzel                             | deutscher Politiker (CDU), MdL                                                                            | 79    |       |
| 27. März | Jean Orcel                                 | französischer Physiker, Chemiker und Mineraloge                                                           | 81    |       |
| 27. März | Albert Viethen                             | deutscher Pädiater und Hochschullehrer                                                                    | 80    |       |
| 28. März | Kurt Angermann                             | deutscher Verwaltungsjurist und Regierungspräsident                                                       | 79    |       |
| 28. März | Alfredo Corda                              | Schweizer Opernsänger (Tenor)                                                                             | 55    |       |
| 28. März | Wadi Haddad                                | palästinensischer Terrorist, Führer der Volksfront zur Befreiung Palästinas (PFLP)                        |       |       |
| 28. März | Money Johnson                              | US-amerikanischer Jazz-Musiker                                                                            | 60    |       |
| 28. März | Karl Lennart Oesch                         | finnischer General im Zweiten Weltkrieg                                                                   | 85    |       |
| 28. März | J. Hardin Peterson                         | US-amerikanischer Politiker                                                                               | 84    |       |
| 28. März | Ernst Stimmel                              | deutscher Schauspieler und Autor                                                                          | 87    |       |
| 29. März | Joseph-François Angelloz                   | französischer Germanist und Hochschullehrer                                                               | 84    |       |
| 29. März | Franziska Mayer-Hillebrand                 | österreichische Psychologin                                                                               | 92    |       |
| 29. März | Martin Plaa                                | französischer Tennisspieler und -trainer                                                                  | 77    |       |
| 29. März | Eugène Schaus                              | luxemburgischer Politiker, Mitglied der Chambre, MdEP und Minister                                        | 76    |       |
| 29. März | Ragna Thiis Stang                          | norwegische Kunsthistorikerin und Museumsleiterin                                                         | 68    |       |
| 30. März | Emmi Bloch                                 | Schweizer Fachfrau der Sozialarbeit                                                                       | 90    |       |
| 30. März | Albert Fessler                             | deutscher Kunstmaler und Kunstpädagoge                                                                    | 70    |       |
| 30. März | Bill Hamilton                              | neuseeländischer Ingenieur                                                                                | 78    |       |
| 30. März | Karel Hromádka                             | tschechoslowakischer Eishockeyspieler                                                                     | 72    |       |
| 30. März | Walter Klaas                               | deutscher Jurist und Richter des Bundesverfassungsgericht                                                 | 82    |       |
| 30. März | Hans-Heinrich Reuter                       | deutscher Germanist und Literaturwissenschaftler                                                          | 54    |       |
| 30. März | Alfred E. Santangelo                       | US-amerikanischer Jurist und Politiker                                                                    | 65    |       |
| 30. März | Friedrich Strindberg                       | schwedisch-deutscher Journalist                                                                           | 80    |       |
| 30. März | Memduh Tağmaç                              | türkischer General                                                                                        |       |       |
| 30. März | Larry Young                                | US-amerikanischer Jazzmusiker (Organist, Komponist)                                                       | 37    |       |
| 31. März | Astrid Allwyn                              | US-amerikanische Schauspielerin                                                                           | 72    |       |
| 31. März | Charles Best                               | kanadischer Physiologe und Biochemiker                                                                    | 79    |       |
| 31. März | Romain Gijssels                            | belgischer Radrennfahrer                                                                                  | 71    |       |
| 31. März | Theodor Merrill                            | deutscher Architekt                                                                                       | 86    |       |
| 31. März | Imre Rajczy                                | ungarischer Säbelfechter und Olympiasieger                                                                | 66    |       |
| März     | Bakary P. Camara                           | gambischer Politiker                                                                                      |       |       |
| März     | Hack Simpson                               | kanadischer Eishockeyspieler                                                                              | 68    |       |